# 水嶋千詠
水嶋 千詠（みずしま ちえい、11月6日 - ）は、日本のタレント・気象予報士（登録番号3597番）。
愛知県出身。グリーンメディア所属。以前は名古屋の芸能事務所クリアレイズに所属していた。

## 略歴・人物
- お茶の水女子大学人間文化研究科を卒業後、お茶の水女子大学の大学院に進学。
- 気象予報士として中部日本放送で気象キャスターを務める。
- 兄弟は皆、東京大学卒業。
- 父親も大学教授。

## 出演

### テレビ
- 夜だMONDE（CBCテレビ）
- サタデー生ワイド そらナビ（CBCテレビ）
- UP!（メ〜テレ）
- ちたまる（知多メディアスネットワーク） - メインMC
- GemsTV（スカイパーフェクトTV） - メインMC

### CM
- 人材派遣クリエ
- 車検のコバック